# Дреново (Кожани)
Дреново (грч. Δρυόβουνο, Дриовуно) је насељено место у општини Горуша у периферији Западна Македонија, Грчка. Према попису из 2021. године било је 211 становника.
Према бугарском географу и историчару, Василу Канчову, у Дренову је 1900. године живело 240 Словена хришћана и 100 Грка. Дреново се налази у области Населица, која је некада била насељена словенским становништвом које је касније хеленизовано.